# Гвоздєв Степан Кузьмович
Степа́н Кузьмо́вич Гво́здєв (рос. Степан Гвоздев; 1910, Суєтиха — 1958, Ангарськ) — російський художник, один із засновників сибірського, західно-бурятського пейзажного жанру. Тесть відомого українського художника-екслібриста Олега Солдатенка.

## Біографія
Народився на маленькій сибірській станції Суєтиха, у багатодітній родині залізничника. 1932 закінчив Іркутське художнє училище, зокрема навчався у авангардистів А. Жибінова та Н. Шабаліна. Під час Другої світової війни був мобілізований на роботу для пропаганди «Окна ТАСС», писав жанрові картини на мілітарну тематику. Але головна стихія художника — пейзаж, передусмі природа Бурятії, рідні місця на річці Бірюса.
Критики вважають Гвоздєва художником непересічного ліричного дару, який тонко малював рідні місця, фіксуючи професійним погядом натураліста своєрідність бурятських краєвидів біля річки Ангара.
Дві дочки, одна з яких вийшла заміж за українського митця Олега Солдатенка і проживає у місті Суми — також художниця. Художницею стала і онучка Гвоздєва — Олена Калугіна.
Картини перебувають переважно у сімейній колекції.
2010 до 100-річчя митця в Іркутську пройшла виставка творів Гвоздєва, на якій було представлено 94 полотна.